# ローザンヌ・アンダーグラウンド・フィルム・アンド・ミュージック・フェスティバル
ローザンヌ・アンダーグラウンド・フィルム＆ミュージック・フェスティバル（LUFF）は、スイスのローザンヌで毎年10月中旬に開催される、アンダーグラウンドな映画と音楽に特化したフェスティバル。

## 概要
非営利団体 (APCI - Association pour la Promotion de la Culture Indépendante) によって運営されており、独立した芸術プロジェクトや創作活動を促進し、メインストリームにあって利益を重視する制作配給システムから外れた映画・音楽等の芸術を、広く一般に紹介することを目的としている。
日常の映画鑑賞の習慣に挑戦するようなインディペンデント作品などを主にセレクションし上映している。公募の国際コンペティションも同時に行っており、観客および運営が推薦する審査員との両者によって選ばれた作品には賞金が授与され、独立して創作に励む映画製作者を支援している。上映は、主会場のカジノ・ド・モンブノン (Casino de Montbenon) にある大小２つの上映ホールの他、ローザンヌ市内のミニシアターなどでも行われる。
夜は同会場 (Casino de Montbenon) の屋内メインホールで音楽ライブイベントが行われ、こちらも一般の流通に乗ることが少ない実験音楽や埋もれた名匠、インスタレーションなど様々な演奏家・作家・パフォーマーを各国より招待し、あらゆるサウンド体験ができる場となっている。
2012年には、公式プログラムと並行して展開される無料の芸術プログラム「LOFF」を大幅に拡大、年々成長を続けておりフェスティバルの開放的な性格に大きく貢献している。5日間のフェスティバル会期中には、ローザンヌ市内の協力施設やミニシアター、アートギャラリーなどで、映画上映の他、展示やワークショップ、出演者や招待作家を招いてのサイン会等、様々な関連イベントが開催される。主な協力施設は次のとおり。 (Le Romandie、Le Zinéma、La Datcha、Music school EJMA、Gallery Librairie Humus、Gallery Standard Deluxe、Laboratory "on fait du l'art !"、Cinema Bellevaux、Café-théâtre le Bourg、Centre d'art scénique contemporain Arsenic、Centre d’art CIRCUIT、etc)

## 歴史
当初「ニュイ・アンダーグラウンド (Nuits Underground) 」と呼ばれていたこの映画祭は、ニューヨーク・アンダーグラウンド映画祭からインスピレーションを得、ローザンヌからレマン湖沿いに東へ20km程離れた小都市ヴヴェィ (Vevey) で1995年に誕生した。
初年度は30人しか入れない小さな上映室で始まったこの映画祭は、2000年には1,000人以上の観客を集めた。1年休止後の2002年にシネマテーク・スイス (La Cinémathèque suisse) の支援を受けてローザンヌに移り、「ローザンヌ・アンダーグラウンド・フィルム＆ミュージック・フェスティバル (LUFF)]」として初めて公式に開催され、2003年には約4,000人、2005年以降は約8,000人以上の観客を動員し、飛躍的に規模を拡大している。
これまでに、ニック・ゼッド、ジョン・ウォーターズ、ロイド・カウフマン、イアン・ケルコフ、ケネス・アンガー、クッチャー兄弟のようなアンダーグラウンド映画界の巨匠を特集し、国際的な短編映画と長編映画のコンペティションをプログラムしている。また音楽部門では、ジミ・テナー、ハニン・エリアス、テクノ・アニマル、チック・オン・スピード、リース・チャタム、パンソニック、アラン・ヴェガのようなアーティストを招待してきた。2012年に東京、2016年には香港でも開催し、LUFFのプログラムは今やスイスの国境を越えて広がっている。

## 第20回 2021年10月20日～24日
映画賞
- 最優秀長編：『Sister Tempest』Joe Badon、2020、アメリカ合衆国
- 最優秀短編アニメーション：『Ghost Dogs』Joe Cappa、2020、アメリカ合衆国
- 最優秀短編ドキュメンタリー：『Just a Guy』原翔子、2020、ドイツ
- 最優秀短編フィクション：『Bad Hair』Oskar Lehemaa、2019、エストニア
- 最優秀短編実験：『Axis of Aion』牧野貴&Manuel Knapp、2019、日本/オーストリア

オープニング After Blue (Paradis sale)、ベルトラン・マンディコ、2021、フランス、127’
クロージング Earwig、ルシール・アザリロヴィック、2021、イギリス/フランス/ベルギー、114’
シネラマ
ニコラス・ウィンディング・レフンによるカルト・ブランシュ / キリスト教(映画)ビジネス : クリスチャンズプロイテーションに焦点をあてて / ベス・B : War is Never Over / ビヨンド・パキスタン : ジャミル・デフラヴィーの神秘映画 / シルヴィア・シェーデルバウア : 実験、フリッカー、詩 / キエ・ラ・ジャニッセに学ぶフォーク・ホラーへの考察 / ドキュメンタリー作品 : 「Alien on Stage」 ルーシー・ハーベイ/ダニエル・クンマー、2020、イギリス、86'、「Lost Boys」 サドリ・セチンカヤ/ヨーナス・ノイボネン、2020、フィンランド、99'、「Lydia Lunch: The War Is Never Over」 ベス・B、2019、アメリカ、77'/ 「Papa Srapa」 コンスタンティン・イワノフ/ニキータ・カバーディン、2020、ロシア、75'/ 「The Scars of Ali Boulala」 マックス・エリクソン、2021、スウェーデン/ノルウェイ、100'/ 「Sisters With Transistors」 リサ・ロブナー、2020、イギリス、86'
コンサート
- 10/20 (水) Vernissage Rip on/off(Galerie HumuS)、Les Sirènes、Moor Mother、Attila Faravelli、Aho Ssan、Michael Gendreau
- 10/21 (木) Stéphanie Bayle & Denis Rollet、Lydia Lunch & Ian White、Ryoko Akama、Jessica Ekomane、Jackson-Pratt
- 10/22 (金) Léon Jodry(Plateforme 10)、Ana Fosca、Hanna Hartman、Luciano Maggiore & Louie Rice、Arma Agharta、Lettera 22、Container
- 10/23 (土) Escape-ism、Leila Bordreuil、Dennis Tyfus、en creux、Duma

## 第19回 2020年10月14日～18日
映画賞
- 最優秀長編映画：『Playdurizm』Gem Deger、2020、チェコ共和国
- 最優秀短編ドキュメンタリー：『Isle of tears』 Boudai12、2019、香港
- 最優秀短編アニメーション：『Deep Love』Mykyta Lyskov、2019、ウクライナ
- 最優秀短編フィクション：『Museum of Fleeting Wonders』Tomás Gómez Bustillo、2020、アメリカ
- 最優秀短編実験映画：『Hitting my Head on the World』Anna Vasof、2019、オーストリア

シネラマ
特集: 山本政志 / 8ミリ・マッドネス!!～自主映画パンク時代～(ぴあフィルムフェスティバル協力) / ドリームムービー : Maxime Lachaud / 言語よさらば、言葉のないナレーション特集 / Covid作戦:『La Fête du Slip』『2300 Plan 9』 / クロージングムービー: 『#ShakespearesShitstorm』ロイド “Troma” カウフマン
コンサート
- 10/14 (水) SOU-HARCE、ERWAN KERAVEC、R.J DE CISNEROS、GOLEM MÉCANIQUE
- 10/15 (木) LORENZO ABATTOIR、OFFICINE、A. ZERBINATI、VESTAS、TIM SHAW：サウンドウォーキング『AMBULATION』
- 10/16 (金) TIM SHAW、CRYS COLE、LAURENT GÜDEL、HÁKONARDÓTTIR & LEGUAY、LA RACE
- 10/17 (土) YVAN ÉTIENNE、CHESSEX/GARCIA/SCHILD、SEA URCHIN、DEEAT PALACE、PETRONN SPHENE、TIM SHAW：サウンドウォーキング『AMBULATION』

## 第18回 2019年10月16日～20日
映画賞
- 最優秀長編映画：『The Wolf House』Joaquín Cociña & Cristóbal León、2018年、チリ/ドイツ
- 最優秀短編フィクション：『Great Choise』Robin Comisar、2018年、アメリカ
- 最優秀短編実験映画：『The Stone Guest』Marina Fomenko、2018、ロシア
- 最優秀短編アニメーション：『Slug Life』Sophie Koko Gate、2019年、イギリス
- 短編アニメーション功労賞：『You Are Overreacting』 Karina Paciorkowska、2019年、ポーランド

シネラマ
Barbara Hammer特集：『Queen of Queer Cinem』 / パンクの詩人、デレク・ジャーマン / La LUFF 教育『教育映画が破壊的になるとき』 / Fred Barzyk：『Cathodic Underground』 / フェミニンファンタジー、Penny Slinger / プログラム、VAFT (Video Art Festival Turku、Finlande) / EXPANDED CINEMA：『The In-Between Cosmos of Katherine Bauer』 / EXPANDED CINEMA：『The Film-Makers' Coop』 / Gérard Kikoïne、entre sperme et sang：『Dr. Kiko & Mr. Kikoïne』
コンサート
- 10/16 (水) Francesco Fonassi: Quasai (IT)、Mark Morgan (US)、Moe (NO)、角矢胡桃 (JP)、Les Morts vont bien (FR)
- 10/17 (木) ザ・ニヒリスト・スパズム・バンド (CA)、Olivia Block (US)、John Bence (GB)、Eric Lunde: A Panic of Letters (US)、Aja (GB)
- 10/18 (金) Marja-Leena Sillanpää (SE)、Evicshen (US)、Robert Aiki Aubrey Lowe (US)、Rkss (GB)、Vanligt Folk (SE)
- 10/19 (土) Davide Tidoni: Vidéos (IT)、Beatriz Ferreyra: Huellas entreveradas、Echos、L’autre rive (AR)、Joachim Nordwall (SE)、Luciano Maggiore & Louie Rice (IT/US)、Christophe Clébard (BE/IT)、Title TK (US)

## 第17回 2018年10月17日～21日
映画賞
- 最優秀長編映画：『Braid』Mitzi Peirone León、2018、アメリカ
- 最優秀短編フィクション：『How to Behave』Alexandra Karelina、2018、ロシア
- 最優秀短編実験映画：『Chinx Without Swords』Eric Lee Loong、2018、シンガポール
- 最優秀短編アニメーション：『Barbeque』Jenny Jokela、2017、イギリス

シネラマ
Khavn: Manila Guerilla Filmmaker / Popular Pinoy Pictures / Michael Armstrong: l'insaisissable / Carte blanche à Extrême Cinéma / L’Eglise de Satan et le 7e art / M. Woods et la spirale engourdie / Billy Roisz: Tricky Woman / Ultra Rêve
コンサート
- 10/17 (水) Phill Niblock: Vlada BC; Ronet (feat. Christian Kobi); Bag; V&LSG (USA)、Bonnie Jones (US)、Gendarmery (FR)、Kassel Jaeger (FR/CH)、Billy Roisz : Noisycolors (AT)
- 10/18 (木) Arnaud Rivière (FR)、Cuntroaches (DE)、Joe Colley (US)、Méryll Ampe (FR)、Guttersnipe (GB)、Chris Goudreau (US)
- 10/19 (金) Andy Guhl (CH)、Martin Rev (Suicide) with Vj Divine Enfant (US/FR)、Lea Bertucci (US)、Kill (FR)、Holiday INN (IT)
- 10/20 (土) Ritorna (KNN/Tricoli/Nocera/SEC_) (IT)、Infecticide (FR)、Michalis Moschoutis (GR)、Lemones (BE)、Ewa Justka (PL/GB)、Le Festival de l'Amour (CH)

## 第16回 2017年10月18日～22日
映画賞
- 最優秀長編映画：『Kuso』Steven Ellison aka Flying Lotus、2017年、アメリカ
- 最優秀短編フィクション：『The Past Inside The Present』 James Siewert、2016年、アメリカ
- 最優秀短編実験映画：『Flocks』Myriam Boucher、2016年、カナダ
- 最優秀短編アニメーション：『Hot Dog Hands』Matt Reynolds、2016年、アメリカ
- 最優秀短編ドキュメンタリー：『Richard Twice』Matthew Salton、2016年、アメリカ

シネラマ
Yevgeny Yufit et le nécroréalisme / Hommage: Nikos Nikolaïdis / 佐藤寿保: ピンク四天王 / Experimental Film Society、Dublin / Redneck Is Not Dead / 20 ans de Mauvais Genres / Uliisses de Werner Nekes / Documentaires
コンサート
- 10/18 (水) Kutin/Kindlinger: Variations on bulletproof glass (AT)、Lewis & Lewis (UK/SE)、Torturing Nurse (CN)、Sandra Boss: The Acoustic Appraiser (DK)、MAAAA (PL)、Kazumoto Endo & Purgist & Facialmess (JP/PL)
- 10/19 (木) Stíne Janvin: Fake Synthetic Music (NO)、Petra Pied de Biche (FR)、Alice Kemp (UK)、Dale Cornish & Phil Julian (UK)、Daniel Bennett (UK)、Gordon Ashworth (US)
- 10/20 (金) Sean Baxter & Robin Fox (AU)、Christof Migone: Fingering (CA)、Klein (UK)、Vicky Langan & Maximilian Le Cain (IE)、Maria Violenza (IT)、Tzitzimime (CH)
- 10/21 (土) Faslane (MO)、Nerve (HK)、Avenir (FR)、Sam Kidel (UK)、Sete Star Sept (JP)、Defektro (JP/AU)

## 第15回 2016年10月19日～23日
映画賞
- 最優秀長編映画：『Wild』Nicolette Krebitz、2016年、ドイツ
- 最優秀短編フィクション：『Depressive Cop』Bertrand Mandico、2016年、フランス
- 最優秀短編実験映画：『Rotation』Herbert Distel、2015年、オーストリア
- 最優秀短編アニメーション：『A Morning whitout Coffee』Jelle Van Meerendonk、2016、オランダ

シネラマ
L’adulesence de Phil Mulloy / 20 ans de la Fondation F.I.N.A.L.E / L’érotisme selon Wakefield Poole / Swedish Nymphette: Christina Lindberg / Danny Plotnick’s Serenade / Northern Lights: The Films of Greg Pope / PiccoLUFF: Carte Blanche au Festival Cinéma Jeune Public / Documentaires / Wrong Side of the Planet: Australian Independent Cinema、Carte Blanche à Richard Tuohy / Carte Blanche à Marc Caro
コンサート
- 10/19 (水) Mats Lindström: One (SE)、Florian Hecker (DE)、刀根康尚: AI Deviation (US/JP)、Stefan Roigk (DE)、Klimperei & Madame Patate (FR/BE)
- 10/20 (木) Phurpa (RU)、ヘドロメルヘン (JP)、Joseph Hammer (US)、Lee Fraser (UK)、Mariachi (FR)、Altar of Flies & Blodvite (SE)
- 10/21 (金) Hans-Joachim Roedelius (DE)、Quartet: Hegre、Gross、Quérel & Pope (NO/BE/FR/UK)、Schlaasss (FR)、JK Flesh (UK)、Gwyn Wurst (FR)
- 10/22 (土) Bob Bellerue (US)、ギターウルフ (JP)、Graham Lambkin (UK/US)、Gábor Lázár (HU)、ジェットヒミコ (JP)、analsticks (JP)

## LUFF does HONG KONG / Kill The Silence / 2016年5月7日～15日、香港にて開催
Lausanne Underground Film & Music Festival X Kill the Silence Festival 2016

## 第14回 2015年10月14日～18日
回顧上映企画の中で、Jeff Perkinsによる『Movies for the Blind』シリーズを上映。1995年から2002年にかけて彼自身がタクシードライバーとして乗務中に乗客の記録およびインタビューをまとめた作品である。5日間の上映と4夜のコンサートで13,000人以上の観客を動員。
映画賞
- 最優秀長編映画：『Felt』Jason Banker
- 最優秀短編フィクション：『Notre dame des hormones』Bertrand Mandico
- 最優秀短編実験映画：『Rearranged』Ewa Górzna
- 最優秀短編アニメーション：『Pandemonio』Valerio Spinelli
- 最優秀短編ドキュメンタリー：『Then Then Then』Daniel Shioler

シネラマ
Performance de Carole Rieussec et Pierre Hébert / Hot Swiss: The Films of Erwin C. Dietrich / The Fluxus Taxidriver: Jeff Perkins / Winnipeg Underground / The Handmade Cinema of Peter Tscherkassky / Kazakh Rock’n’Roll Cinema: Rachid Nougmanov / Uncut Movies / Carte Blanche à l’Austrian Film Museum / Documentaires / PiccoLUFF
コンサート
- 10/14 (水) Écoute la merde (FR)、Jacob Kirkegaard plays Else Marie Pade (DK)、Anti-Ensemble: Imperial Dissolution (CH/FR/DE)、Liturgy (US)、Jim Haynes (US)
- 10/25 (木) Nicolas Collins (US)、C. Spencer Yeh (US)、Marcus Schmickler (DE)、Pedestrian Deposit (US)、Mei Zhiyong (CN)、Denis Rollet (CH)
- 10/16 (金) Neutral (SE)、毛利 桂 (JP)、Menace Ruine (CA)、Sissy Spacek (US)、Lumisokea (IT/BE)
- 10/17 (土) e:ch feat. JinniL (MO/TW)、Sin:Ned feat. Laurent Valdès (HK/CH)、Maria Chavez (PE/US)、Headwar (FR)、Extreme Precautions (FR)、Sly & The Family Drone (UK)

## 第13回 2014年10月15日～19日
映画賞
- 最優秀長編映画：『Buzzard』Joel Potrykus、2014、アメリカ
- 最優秀短編フィクション (同票)：『The Voice Thief』Adan Jodorowski、2013、中国/フランス/アメリカ
- 最優秀短編フィクション (同票)：『Straight to Video』Elizabeth Vazquez、2013、アメリカ
- 最優秀短編実験映画：『Kudryavka Little Ball of Fur』Pikku Kippura、2013、フランス
- 最優秀短編アニメーション：『Wawd Ahp』Stephen Girard、2013、アメリカ

シネラマ
Beth B: From B to X / Trent Harris: Cult Filmmaker from Mormon Country / The Cursed Cinema of Jean-Denis Bonan / Tamara de Wehr: Doppelgängers’ Playgrounds / That’s Not Entertainment: The Films of Shane Ryan / Focus on Wild Eye Releasing / Celebrating 20 Years of «Cinéma Bis» / French Gay Porn in the 1970s / Craziness from Weng Weng Country / Fatwa vs. Cinema: «King of the Sands» / Sequestrations / Documentaries / Martha Colburn: Hand-Made Animation
コンサート
- 10/15 (水) Morton Subotnick (US)、Gordon Monahan: "Speaker Swinging" (CA)、Keith Fullerton Whitman & Mark Fell (US/UK)、Cédric Dambrain (BE)
- 10/16 (木) Bryan Lewis Saunders & John Duncan (US/IT)、古館徹夫 (JP)、Aaron Dilloway (US)、Robert Curgenven (AU)、Les Belles Noiseuses (FR/JP)
- 10/17 (金) Dalglish (US)、Winter Family (FR/IL)、Mohammad (GR)、Cadaver Eyes (IL)、G*Park (CH)
- 10/18 (土) Mario de Vega (MX)、Cobra (FR)、Dustbreeders & Junko (FR/JP)、Black Zenith (SG)、黒パイプ (JP)

## 第12回 2013年10月16日～20日
98本の映画上映と24組のコンサート・パフォーマンス。回顧上映プログラムでは、金井勝、Pierre Clémenti、F.J. Ossang、Andrey Iskanovの作品や、Jello Biafraによるプログラムが上映された。
映画賞
- 最優秀長編映画：『Worm』Andrew Bowser
- 最優秀短編フィクション：『Fist of Jesus』David Munoz
- 最優秀短編実験映画：『Autoportrait: Presto con Amore』Martin Messier

コンサート
- 10/16 (水) Nozinja、Jean-François Laporte "Rust"、Kiko C. Esseiva、Nicolas Bernier & Martin Messier "la chambre des machines"、Smegma & 河村康輔、Evil Moisture、Jean-François Laporte "Mantra"
- 10/17 (木) Leif Elggren、Bryan Lewis Saunders、JG Thirlwell (Foetus):"Cholera Nocebo"、Jason Lescalleet、Aluk Todolo、黒電話666
- 10/18 (金) Nate Young、FEN、Jello Biafra & Ravi Shardja & Anton Mobin、Sajjanu、Sugarcraft
- 10/19 (土) Vomir、The Haxan Cloak、ENDON、Emptyset

## 第11回 2012年10月17日～21日
ジョン・ウォーターズを招き、「This filthy world」と題したトークショーを市内の劇場「Le Capitole」にて開催。その他、Chistoph Schlingensief、Richard Stanley、Edwin Brienen等の作品も上映。
映画賞
- 最優秀長編映画：『Toad Road』Jason Banker
- 最優秀短編フィクション：『Boro in the Box』Bertrand Mandico
- 最優秀短編アニメーション：『Bobby Yeah』Robert Morgan
- 最優秀短編実験映画：『Six Hundred and Forty-one Slates』Don Swaynos

コンサート
- 10/17 (水)  Yan Jun、Arcangel Constantini、ゼニゲバ、MATTIN、Michael Esposito
- 10/18 (木) Thomas Ankersmit、Kevin Drumm、Cellule d'intervention Metamkine、Radian、Marzouk & Barrier & Degourts、Gilles Aubry
- 10/19 (金) Greg Pope: "light trap"、Maja S. K. Ratkje & Ikue Mori、Body/Head: Kim Gordon & Bill Nace、Blectum From Blechdom、rm
- 10/20 (土) FAT32、Oi Polloi (concert censuré par les autorités de la ville de Lausanne)、Brutal Truth plays Robert Petrowicz、Pain Jerk

## LUFF does TOKYO / FEEDBACK TOKYO / 2012年4月27日～5月4日、東京にて開催
LUFF第10回開催を記念して、特別編成を東京で開催。dEnOISE、アップリンク・ファクトリー、イメージフォーラムとの共同企画により実施。Peter Liechti、Emmanuelle de Riedmatten、Stefan E. Hauser等の作品を上映。LUFF does TOKYO / フィードバック東京
コンサート
- 4/27 (金)  @ UPLINK : CINE-NOISE、Sachiko M、The Magic of Decay... Decay of the Magic[2]
- 4/28 (土)  @ Super-Deluxe (dEnOISE 4) : [sic]、Schlimpfluch-Gruppe、OFFSEASON & Yudayajazz、根本敬 VS 河村康輔、Kleptomaniac + 伊東篤宏、Kuruucrew feat. ヘアスタイリスティックス、Pain Jerk、Zbigniew Karkowski feat. Daniel Buess
- 4/29 (日)   @ Super-Deluxe (dEnOISE 5) : ジム・オルーク feat. Norber Möslang、アストロ & Dave Phillips、Francisco Meirino、d'Incise、CARRE feat. Strotter Inst.、Kiko C. Esseiva、非常階段 feat. HIKO、マルオサ vs Syndrome WPW、DJ Marc Robert

## 第10回 2011年10月19日～23日
映画賞
- 最優秀長編映画：『The Oregonian』Calvin Reeder
- 最優秀短編アニメーション：『Miss Candace Hilligoss’ Flickering Halo』Fabio Scacchioli & Vincenzo Core
- 最優秀短編実験映画：『Slick Horsing』Kiron Hussain

コンサート
Diamanda Galas - コンサートホール「Les Docks」の協力により、フェスティバル10周年を記念し、オープニングイベントとしてフェスティバル開催前の週末に公演。
- 10/19 (水) David Dunn、Nurse with Wound、Z'ev、ART ERROR IST
- 10/20 (木) Dragos Tara - PIXEL、Insub Meta Orchestra & Kasper T. Toeplitz - _INSUB_ - Chop Shop - OXIDE、Rudolf Eb.er、ヘアスタイリスティックス、Kasper T. Toeplitz
- 10/21 (金) Diversion I: Gudrun Gut、Jou、Pierre Audétat、Bacalao、Thiaz Itch、Kuruucrew、マルオサ
- 10/22 (土) Pivixki + Marco Fusinato、Alva Noto、Byetone、Broken Note

## 第9回 2010年10月20日～24日
映画賞
- 最優秀長編映画：『You're the Stranger Here [archive]』Tom Geens
- 最優秀短編アニメーション：『Oranus』Jelena Girlin et Mari-Liis Bassovskaja
- 最優秀短編実験映画：『M』Felix Dufour-Laperriere

コンサート
- 10/20 (水) Michael Gendreau、Valerio Tricoli、The sons of god、Carl-Michael von Hausswolff、Robert Piotrowicz
- 10/21 (木) Monster War、Gerritt Wittmer、Ramleh、非常階段、Evol、ツジコノリコ + Lawrence English + John Chantler
- 10/22 (金) Gu Guai Xing Qiu、Discharge、Incapacitants、Les Trucs、GTUK,
- 10/23 (土) Fennesz、Oneohtrix Point Never、Starkey、Enduser + Nicolas Chevreux、Cindy Talk、Bruce Gilbert + rm

## 第8回 2009年10月14日～18日
コンサート
- 10/14 (水) GX Jupitter-Larsen、Chikanari Shukuka、The Haters、Damion Romero、Michael Gendreau、rm
- 10/15 (木) Oren Ambarchi & Robbie Avenaim、Tony Conrad & 灰野敬二、Sister Iodine、Norbert Möslang、rm
- 10/16 (金) Kania Tieffer、Ben Et Béné、Planningtorock、OFFSEASON、Jankenpopp、Unas
- 10/17 (土) Solid Black Night、Sunn O)))、Scorn、Jamie Vex'd、King Cannibal

## 第7回 2008年10月15日～19日
コンサート
- 10/15 (水) Zeek Sheck、MoHa !、Joe Colley、Skullflower、Deathroes、Tralphaz
- 10/16 (木) Ilios、Sum or R、Haswell & Hecker、Corrupted with 釣崎清隆、Dave Phillips
- 10/17 (金) Daniel Buess & Zbigniew Karkowski、Charlemagne Palestine、Karl Lemieux Project、Jackie O'Motherfucker、DJ Elephant Power
- 10/18 (土) Opérateur Fotokopieur、ジャン＝ジャック・ペリー & David Chazam、Radioactve Man、Tara Delong、DJ Scotch Egg (canceled)、Eat Rabbit

## 第6回 2007年10月10日～14日
「シネマテーク・スイス (La cinémathèque suisse / カジノ・ド・モンブノン) 」、「Arsenic」、「Zinéma」にて上映。
コンサート
- 10/10 (水) Dorit Chrysler & Giggy Haynes、Borbetomagus、Lydia Luch & Les Aus、No Bra
- 10/11 (木) Jazkamer、アストロ + Reiko A. + PHROQ、The Skull Defekts、Antimatter & Zbigniew Karkowski
- 10/12 (金) Fuckhead、Skindrone、Gert-Jan Prins、Kap Bambino、Sang Bleu
- 10/13 (土) Ghislain Poirier、Sixtoo、Milanese、Cursor Miner、[sic]

## 第5回 2006年10月11日～15日
ウィーンアクショニズムに焦点を当て、Jonas Mekasの回顧上映、Thierry Zénoの作品からRoland Lethemがセレクトした『sXprmntl』、Philippe Caufriez、Patrice Bauduinet、Patrick Hella、Jean-Jacques Rousseauのシリーズなどを上映。
映画賞
- 最優秀長編映画：『Threat』Matt Pizzolo and Katie Nisa
- 最優秀短編フィクション：『Memory Lapse』Scott Amos
- 最優秀短編実験映画：『Emerge』Stephane Broc

コンサート
- 10/11 (水) Thee Majety、Neue Weltumfassende Resistance、Lydia Lunch: real pornography、Antoine Chessex
- 10/12 (木) The Haters、John Duncan、S.S.S. with Atau Tanaka、Randy H.Y. Yau、Scott Arford、Infrasound、Column One、The MERJ Experience presents MATIERE
- 10/13 (金) Felix Kubin and Pia Burnette、Superalisa、Quintron & Miss Pussycat、Kissogram、Egotronic、Live video par la SUPERMAFIA
- 10/14 (土) KID 606、DJ Rupture + Filastine、Shadow Huntaz、Sensational + Kouheikoyxen + Spectre、Hidden_K

## 第4回 2005年10月12日～16日
映画賞
- 最優秀長編映画：『Die You Zombie bastards !』Caleb Emerson
- 最優秀短編フィクション：『Clean』Geoffrey Engelbrecht
- 最優秀短編実験映画： (同票)：『Grau』Robert Seidl
- 最優秀短編実験映画： (同票)：『Fiddler's Green』Jean-Claude Campell et Marco Bowald

コンサート
- 10/12 (水) マゾンナ、Zbigniew Karkowski + Atsuko Nojiri、Daniel Menche、Dear Daniel & Michael...、Dave Phillips、Sudden Infant、Justice Yeldham & the Dynamic Ribbon Device、G*Park
- 10/13 (木) Francisco Meirino、Francisco Lopez、Pita & Jade、Vladislav Delay、Mystery Frequency
- 10/14 (金) The Licks、Étant Donnés、Alan Vega、メルトバナナ、James d'O
- 10/15 (土) Jo la Noize、Syndrome WPW、Special Event: A*Class (Gina V. D'Orio vs Patric Catani、ex EC8OR)、DAT Politics、Candia Hank aka Patric Catani、Deknoid

## 第3回 2004年10月13日～17日
コンサート
- 10/13 (水) Dolores Dewberry、Jean-Louis Costes Show、Tujiko Noriko、Whitehouse、PHROQ
- 10/14 (木) Les poissons autistes、Pan Sonic、Merzbow、Hecate
- 10/15 (金) Disco Doom、Rhys Chatham project、Tempsion、DJ's ZOB + ESC
- 10/16 (土) Suprise Tricyle Évolutif: Wild Guy、Mignon、Jacqui & Flow、Chicks on Speed

## 第2回 2003年10月8日～12日
コンサート
- 10/8 (水) Reverse Engineering、Techno Animal、Asifuoxyd、DJ ZOB + ESC
- 10/9 (木) Kunst、Fatal: Hanin Elias+C.H.I.F.F.R.E.+Philipp Virus、DJ Lincé
- 10/10 (金) Performance cinématographique、Monno、Dermehr Gauner,
- 10/11 (土) Digitaline、Mouse on Mars、DJ Sonja Moonear

## 第1回 2002年6月5日～9日
コンサート
- 6/5 (水) Jimi Tenor
- 6/6 (木) "Plug me in" music by Add N To (x)、Nimby、Hexstatic、Lektogirl、DJ Jobot
- 6/7 (金) Otaslogi.c、Scanner、Kippu
- 6/8 (土) The Never Evers、One Dimensional Man、DJ Lars